# Immagine e cinema
La Immagine e Cinema S.r.l. è un'azienda italiana fondata nel gennaio 1987 da Edwige Fenech, che ne resta a capo sino ad oggi. Nel 1990 inizia l'attività produttiva televisiva, nel 1998 quella cinematografica, e dal 2003 la distribuzione di film.

## Filmografia
- Il coraggio di Anna (1992, serie TV, Canale 5)
- Delitti privati (1993, serie TV, Rai Uno)
- Il segno della scimmia, regia di Faliero Rosati - film TV (1997)
- Le madri (1999, miniserie TV, Rai Uno)
- Ferdinando e Carolina (1999)
- Commesse (1999, miniserie TV, Rai Uno)
- Aleph (2000, TV)
- Il fratello minore (2000)
- À ma sœur ! (2001, co-produttrice)
- L'attentatuni (2001, TV, Rai 2)
- Le ragioni del cuore (2002, serie TV, Rai Uno)
- Commesse 2 (2002, mini serie TV, Rai Uno)
- La notte di Pasquino (2003, TV, Canale 5)
- Ore 11:14 - Destino fatale (2003)
- Part Time (2004, TV, Rai 2)
- Vite a perdere (2004, TV, Rai 2)
- Il mercante di Venezia (2004)
- La omicidi (2004, mini serie tv, Rai Uno)
- Angela (2005, TV, Rai Uno)
- Matilde (2005, TV, Rai Uno)
- Lucia (2005, TV, Rai Uno)
- Il regista di matrimoni (2006
- La stella dei re (2007, TV, Rai Uno)
- Per una notte d'amore (2008, miniserie TV, Rai Uno)
- Un amore di strega (2009, TV, Canale 5)
- Le segretarie del sesto (2009, miniserie TV, Rai Uno)
- Una sera d'ottobre (2009, miniserie TV, Rai Uno)
- Gorbaciof (2010)
- La figlia del capitano (Rai 1, 2010)
- La ragazza americana (Rai 1, 2011)